# Pax tibi
Pax tibi è una locuzione latina, che tradotta letteralmente significa "pace a te".
Sono le prime due parole della frase che compare nello stemma di Venezia su un libro che il leone di san Marco tiene aperto con una zampa. Il primo santo patrono di Venezia fu san Teodoro, ma nell'anno 828 san Marco ne prese il posto dopo che due mercanti, Buono da Malamocco e Rustico da Torcello, ne trafugarono il corpo dalla città di Alessandria. Il salvataggio delle spoglie del santo trovò giustificazione con una leggenda secondo la quale un angelo indicò all'evangelista Marco, approdato sulle isole della laguna mentre navigava da Aquileia a Ravenna, il luogo del suo riposo eterno, dicendogli: «Pax tibi Marce Evangelista meus, hic requiescet corpus tuum» (pace a te o Marco, mio Evangelista, qui riposerà il tuo corpo).